# Raion de Khóiniki
El Raion o Districte de Khóiniki (belarús: Хойніцкі раён, rus: Хойникский район), és un districte belarús de la província d'Hòmiel. El 2019 la població d'aquest districte era de 18.798 habitants. La seva capital és la ciutat de Khòiniki, que és la seu principal de la Reserva radiològica estatal de Polèsia.